# Гаджиев, Алим Асадуллаевич
Алим Асадуллаевич Гаджиев (21 апреля 1992, Чегем, Кабардино-Балкария, Россия) — российский боксёр, призёр чемпионата России.

## Спортивная карьера
Воспитанник детско-юношеской спортшколы №3 Нальчика, где тренировался у Аскерби Гуртуева. Выступал за юниорскую сборную России. Представлял московский ЦСКА. В ноябре 2013 года стал бронзовым призёром чемпионата России, уступив в полуфинале Андрею Замковому.

## Достижения
- Чемпионат России по боксу 2013 — ;